# Порана-Чераника (Павија)
Порана-Чераника је насеље у Италији у округу Павија, региону Ломбардија.
Према процени из 2011. у насељу је живело 69 становника. Насеље се налази на надморској висини од 69 м.